# Йоранссон, Людвиг
Лю́двиг Э́миль Ту́мас Йо́ранссо́н (швед. Ludwig Emil Tomas Göransson; род. 1 сентября 1984) — шведский композитор и ритм-энд-блюз продюсер, обладатель трёх главных премий «Грэмми» 2019 года. Наиболее известен по работе над фильмами «Довод», «Чёрная пантера», «Веном», «Крид: Наследие Рокки», «Крид 2» и «Оппенгеймер». Работы с хип-хоп исполнителем Childish Gambino были номинированы на премию «Грэмми» в общей сложности шесть раз. Обладатель двух «Оскаров» в номинации «Лучшая музыка к фильму»: в 2019 году — за фантастический боевик «Чёрная пантера» и в 2024 году — за биографическую драму «Оппенгеймер».

## Биография
Лю́двиг Йо́ранссо́н [ˈlɵdːvɪg ˈjœːranˌsɔn] (в США он представляется как Горанссон, /ˈɡɔːrənsən/) родился и вырос в маленьком шведском городе Линчёпинг. Его отец — учитель игры на гитаре, мать — ботаник. В семь лет отец начал обучать его гитаре, и уже в девять он полюбил рок-группу Metallica и начал заниматься по десять часов в день, чтобы стать таким же хорошим гитаристом, как музыканты группы.
Видя рвение сына, на одиннадцатилетие отец подарил ему четырёх катушечный профессиональный звукозаписывающий магнитофон и Людвиг начал сочинять свою музыку.
В шестнадцать лет Людвиг поступил в местную гимназию De Geergymnasiet. Через год симфонический оркестр соседнего города Норрчёпинга исполнял его первую симфоническую композицию «5 Minutes to Christmas» на Рождество.
В 20 лет он переехал в столицу страны и поступил в главное музыкальное учебное заведение Швеции Королевскую высшую музыкальную школу по классу джаза. В то время его кумирами были Джордж Бенсон и Уэс Монтгомери. На втором курсе в 2005 году он сформировал джазовый квинтет Fabulous Five, победивший на местном конкурсе Swedish Jazzfest и гастролировавший с коммерческим успехом по Европе.
Со временем он открыл для себя музыку к кинофильмам Джона Уильямса и Дэнни Эльфмана. Переключив своё внимание с джаза на саундтреки, он пишет заставки к программам шведского MTV и Национального Шведского Телевидения. Благодаря им весной 2007 года он награждён гран-при Амстердамского конкурса The Unheard Battle и заключил контракт с музыкальным дистрибьютором «Massive Music», благодаря которому он получает заказы на звуковое оформление рекламных видеороликов для марок Armadillo Man и Giant Squid.
В августе 2007, в двадцать два года Людвиг переезжает в Лос-Анджелес, чтобы изучать композицию музыки к фильмам и телепрограммам в Университете Южной Калифорнии на факультете Thornton School of Music. Первые два года в чужой стране были очень сложными, но именно в этом университете он познакомился со своим главным режиссёром — Райаном Куглером, работы над фильмами которого принесут ему успех и славу. Их первым совместным фильмом стал победитель кинофестиваля Трайбека «Locks».
В 2008 году он нанимается ассистентом к известному композитору Теодору Шапиро и участвует в работе над саундтреком к фильму «Солдаты неудачи». Теодор высоко оценил Людвига и рекомендует его создателям телесериала «Сообщество», во время работы над музыкой к которому Людвиг познакомился с комиком Дональдом Гловером, собиравшимся начать музыкальную карьеру под псевдонимом Childish Gambino. Их первый совместный альбом Culdesac. вышел в 2010 и привлёк внимание к обоим музыкантам в хип-хоп среде.
В настоящее время живёт в квартале Лос Фелис в Лос-Анджелесе и работает в пригороде в собственной студии Глендейл. Женат на скрипачке Серене Маккини с 2018 года. Играет в хоккей с мячом. Юхан Карлберг из шведской группы The Very Best является близким другом Людвига.

## Фильмография
Как композитор

### Фильмы
| Год  | Название                                    | Режиссёр               | Примечания                                           |
| ---- | ------------------------------------------- | ---------------------- | ---------------------------------------------------- |
| 2011 | Успеть за 30 минут                          | Рубен Флейшер          |                                                      |
| 2013 | Станция «Фрутвейл»                          | Райан Куглер           | Первое сотрудничество с Куглером                     |
| 2013 | Мы – Миллеры                                | Роусон Маршалл Тёрбер  |                                                      |
| 2014 | Драйвер на ночь                             | Джо Карнахан           |                                                      |
| 2014 | Город, который боялся заката                | Альфонсо Гомес-Рехон   |                                                      |
| 2014 | Это, блин, рождественское чудо              | Тристрам Шапиро        |                                                      |
| 2014 | Пятёрка лидеров                             | Крис Рок               |                                                      |
| 2015 | Крид: Наследие Рокки                        | Райан Куглер           | Второе сотрудничество с Куглером                     |
| 2016 | Полтора шпиона                              | Роусон Маршалл Тёрбер  |                                                      |
| 2016 | Реальные воспоминания международного убийцы | Джефф Уодлоу           |                                                      |
| 2017 | Весь этот мир                               | Стелла Меги            |                                                      |
| 2018 | Чёрная пантера                              | Райан Куглер           | Третье сотрудничество с Куглером                     |
| 2018 | Жажда смерти                                | Элай Рот               |                                                      |
| 2018 | Слайс                                       | Остин Визли            |                                                      |
| 2018 | Веном                                       | Рубен Флейшер          |                                                      |
| 2018 | Крид 2                                      | Стивен Кейпл (младший) |                                                      |
| 2020 | Довод                                       | Кристофер Нолан        | Первое сотрудничество с Ноланом                      |
| 2021 | Приколисты в дороге                         | Китао Сакурай          |                                                      |
| 2022 | Я краснею                                   | Доми Ши                |                                                      |
| 2022 | Чёрная пантера: Ваканда навеки              | Райан Куглер           | Четвёртое сотрудничество с Куглером                  |
| 2023 | Оппенгеймер                                 | Кристофер Нолан        | Второе сотрудничество с Ноланом                      |
| 2025 | Грешники                                    | Райан Куглер           | Пятое сотрудничество с Куглером. Также исп. продюсер |
| 2026 | Одиссея                                     | Кристофер Нолан        | Третье сотрудничество с Ноланом                      |

### Телевидение
| Год       | Название                               | Шоураннер(ы)             | Телеканал                                |
| --------- | -------------------------------------- | ------------------------ | ---------------------------------------- |
| 2009—2015 | Сообщество                             | Дэн Хармон               | NBC (сезоны 1—5) Yahoo! Screen (сезон 6) |
| 2011—2013 | Счастливый конец                       | Дэвид Каспе              | ABC                                      |
| 2011—2018 | Новенькая                              | Элизабет Меривезер       | Fox                                      |
| 2014—2015 | Супружеский долг                       | Шон Яблонски             | USA Network                              |
| 2016—2018 | Энджи Трайбека                         | Стив Карелл Нэнси Карелл | TBS                                      |
| 2017      | Хасан Минхадж: Возвращение короля      | Хасан Минхадж            | Netflix                                  |
| 2018—2020 | Патриотический Акт с Хасаном Минхаджем | Ричард А. Пройс          | Netflix                                  |
| 2019—2020 | Мандалорец                             | Джон Фавро               | Disney+                                  |
| 2021—2022 | Книга Бобы Фетта                       | Джон Фавро               | Disney+                                  |

## Коммерческая музыка
Совместно с Childish Gambino Людвиг выпустил три альбома Camp, Because the Internet, и Awaken, My Love!. Ключевой композицией их совместного творчества является «This Is America», также посвящённая убийствам афро-американцев полицейскими в США.
В 2012 году Людвиг по собственной инициативе связался с неизвестной в то время группой Haim и спродюсировал им дебютный альбом Days Are Gone.